# Rzeczków (województwo mazowieckie)
Rzeczków – wieś w Polsce położona w województwie mazowieckim, w powiecie radomskim, w gminie Wierzbica. Ma status sołectwa.
W latach 1975–1998 miejscowość położona była w województwie radomskim. 1 stycznia 2003 Kolonia, dotychczasowa część wsi Rzeczków, uzyskała status wsi, która przyjęła wówczas nazwę Rzeczków-Kolonia.
Wierni Kościoła rzymskokatolickiego należą do parafii św. Stanisława w Wierzbicy.